# Rhinotragus robustus
Rhinotragus robustus är en skalbaggsart som beskrevs av Peñaherrera och Tavakilian 2003. Rhinotragus robustus ingår i släktet Rhinotragus och familjen långhorningar. Inga underarter finns listade i Catalogue of Life.